# Застава Гваделупа
Застава територије Гваделуп, француске прекоморске територије у Карибима, је беле боје са стилизованом птицом и сунцем на плаво-зеленом квадрату. Испод квадрата је натпис REGION GUADALUPE.
Покрет за независност Народна Унија за ослобођење Гваделупа (фр. Union Populaire pour la Libération de la Guadeloupe - UPLG) предложила је заставу сличну застави Суринама. На острву је у службеној употреби застава Француске.